# Зрубное
Зрубное (укр. Зрубне) — село на Украине, находится в Шахтёрском районе Донецкой области. Под контролем самопровозглашённой Донецкой Народной Республики.

## География
К северу от населённого пункта проходит граница между Донецкой и Луганской областями.

#### Соседние населённые пункты по странам света
С: —
СЗ: Никифорово, Горняцкое, Лиманчук
СВ: Передериево; Лесное (Луганская область)
З: Бражино
В: Чугунно-Крепинка
ЮЗ: Рассыпное, Латышево
ЮВ: Дмитровка
Ю: —

## Население
Население по переписи 2001 года составляло 108 человек.
В селе Зрубное родился Галенко Иван Григорьевич - гвардии красноармеец 160 Гвардейского стрелкового полка 54 Гвардейской стрелковой Макеевской дивизии 5 Ударной Армии 4 Украинского Фронта. Участвовал в боях с немецко-фашистскими захватчиками, героически отличился в ходе выполнения боевой операции на линии фронта между сёлами Зёленое и Верхний Рогачик.

## Общие сведения
Код КОАТУУ — 1425282304. Почтовый индекс — 86200. Телефонный код — О6255.

## Адрес местного совета
86262, Донецкая область, Шахтёрский р-н, с. Дмитровка, ул. Центральная, 46; тел. 97-1-42.